# Vòng bảng UEFA Champions League 2018–19
Vòng bảng UEFA Champions League 2018–19 bắt đầu vào ngày 18 tháng 9 và kết thúc vào ngày 12 tháng 12 năm 2018. Tổng cộng có 32 đội cạnh tranh trong vòng bảng để xác định 16 suất tham dự vòng đấu loại trực tiếp của UEFA Champions League 2018-19.

## Lễ bốc thăm
Lễ bốc thăm vòng bảng được tổ chức vào ngày 30 tháng 8 năm 2018, lúc 18:00 CEST, tại Grimaldi Forum ở Monaco.
32 đội được phân thành tám bảng bốn đội, với quy tắc là các đội từ cùng một hiệp hội sẽ không cùng bảng với nhau. Đối với lễ bốc thăm, các đội được chia thành bốn nhóm hạt giống dựa trên những nguyên tắc sau đây (Quy định Điều 13.06):
- Nhóm 1 gồm đội đương kim vô địch Champions League, đội đương kim vô địch Europa League, và những nhà vô địch của 6 hiệp hội hàng đầu dựa trên hệ số quốc gia UEFA năm 2017 của họ.[4]
- Nhóm 2, 3 và 4 gồm các đội còn lại, được phân hạt giống dựa trên hệ số câu lạc bộ UEFA năm 2018 của họ.[5]

Vào ngày 17 tháng 7 năm 2014, UEFA quyết định rằng các câu lạc bộ Ukraina và Nga sẽ không được thi đấu với nhau "cho đến khi có thông báo mới nhất" do tình trạng chính trị bất ổn giữa 2 quốc gia.
Hơn nữa, đối với các hiệp hội với hai hoặc nhiều đội, các đội được xếp cặp nhằm để chia họ ra làm hai nhóm 4 bảng (A–D, E–H) nhằm tối đa việc phát sóng truyền hình. Đối với mỗi cặp đội, đội nào được bốc thăm đầu tiên thì có 2 lựa chọn: nhóm A–D hoặc nhóm E–H. Sau khi đội đó rơi vào 1 trong 4 bảng thuộc 1 nhóm bất kỳ, thì đội còn lại trong cặp chỉ có thể vào 1 trong 4 bảng thuộc nhóm còn lại. Những đội không được xếp cặp do số đội của hiệp hội đó bị lẻ, thì có 2 lựa chọn là nhóm A-D hoặc nhóm E-H, tùy thuộc vào diễn biến bốc thăm. Các cặp đội sau đây được công bố bởi UEFA sau khi các đội tham dự vòng bảng được xác nhận:
- Tây Ban Nha: Real Madrid và Barcelona, Atlético Madrid và Valencia
- Đức: Bayern Munich và Borussia Dortmund, Schalke 04 và 1899 Hoffenheim
- Anh: Manchester City và Tottenham Hotspur, Manchester United và Liverpool
- Ý: Juventus và Inter Milan, Napoli và Roma
- Pháp: Paris Saint-Germain và Lyon
- Nga: Lokomotiv Moscow và CSKA Moscow
- Bồ Đào Nha: Porto và Benfica
- Hà Lan: PSV Eindhoven và Ajax

Ở mỗi lượt trận, một nhóm 4 bảng thi đấu các trận đấu của họ vào Thứ Ba, trong khi nhóm 4 bảng còn lại thi đấu các trận đấu của họ vào Thứ Tư, với thứ tự thi đấu của 2 nhóm thay đổi giữa mỗi lượt trận. Các cặp đấu được xác định sau lễ bốc thăm, sử dụng máy vi tính để bốc thăm không công khai, với trình tự các trận đấu như sau (Quy định Điều 16.02):
Lưu ý: Các vị trí để sắp xếp lịch thi đấu không sử dụng các nhóm hạt giống. Ví dụ: Đội 1 không nhất thiết phải là đội từ nhóm 1 trong lễ bốc thăm.
| Lượt trận          | Thời gian               | Các trận đấu |
| ------------------ | ----------------------- | ------------ |
| Lượt trận thứ nhất | 18–19 tháng 9 năm 2018  | 2 v 3, 4 v 1 |
| Lượt trận thứ hai  | 2–3 tháng 10 năm 2018   | 1 v 2, 3 v 4 |
| Lượt trận thứ ba   | 23–24 tháng 10 năm 2018 | 3 v 1, 2 v 4 |
| Lượt trận thứ tư   | 6–7 tháng 11 năm 2018   | 1 v 3, 4 v 2 |
| Lượt trận thứ năm  | 27–28 tháng 11 năm 2018 | 3 v 2, 1 v 4 |
| Lượt trận thứ sáu  | 11–12 tháng 12 năm 2018 | 2 v 1, 4 v 3 |

Có một số quy định hạn chế về lịch thi đấu: ví dụ, các đội từ cùng một thành phố (như là Real Madrid và Atlético Madrid) không chơi trên sân nhà trong cùng một lượt trận (để tránh các đội từ cùng một thành phố chơi trên sân nhà trong cùng một ngày hoặc hai ngày liên tiếp, vì lý do hậu cần và kiểm soát cổ động viên), và các đội từ "các quốc gia mùa đông lạnh" (ví dụ như Nga) không đá trận sân nhà vào lượt trận cuối vòng bảng (do thời tiết giá lạnh).

## Các đội tham dự
Dưới đây là các đội tham dự (với hệ số câu lạc bộ UEFA 2018 của họ), được xếp nhóm theo nhóm hạt giống của họ. Họ bao gồm:
- 26 đội tham dự vòng bảng
- 6 đội thắng vòng play-off (4 đội từ Nhóm các đội vô địch giải quốc nội, 2 đội từ Nhóm các đội không vô địch giải quốc nội)

| Chú thích màu sắc                                 |
| ------------------------------------------------- |
| Đội đứng nhất và nhì bảng đi tiếp vào vòng 16 đội |
| Đội đứng ba tham dự vòng 32 đội Europa League     |

| Hiệp hội | Đội                 | Hệ số   |
| -------- | ------------------- | ------- |
| TH       | Real Madrid         | 162.000 |
| EL       | Atlético Madrid     | 140.000 |
| 1        | Barcelona           | 132.000 |
| 2        | Bayern Munich       | 135.000 |
| 3        | Manchester City     | 100.000 |
| 4        | Juventus            | 126.000 |
| 5        | Paris Saint-Germain | 109.000 |
| 6        | Lokomotiv Moscow    | 22.500  |

| Đội               | Hệ số  |
| ----------------- | ------ |
| Borussia Dortmund | 89.000 |
| Porto             | 86.000 |
| Manchester United | 82.000 |
| Shakhtar Donetsk  | 81.000 |
| Benfica[LP]       | 80.000 |
| Napoli            | 78.000 |
| Tottenham Hotspur | 67.000 |
| Roma              | 64.000 |

| Đội               | Hệ số  |
| ----------------- | ------ |
| Liverpool         | 62.000 |
| Schalke 04        | 62.000 |
| Lyon              | 59.500 |
| Monaco            | 57.000 |
| Ajax[LP]          | 53.500 |
| CSKA Moscow       | 45.000 |
| PSV Eindhoven[CP] | 36.000 |
| Valencia          | 36.000 |

| Đội                   | Hệ số  |
| --------------------- | ------ |
| Viktoria Plzeň        | 33.000 |
| Club Brugge           | 29.500 |
| Galatasaray           | 29.500 |
| Young Boys[CP]        | 20.500 |
| Internazionale        | 16.000 |
| 1899 Hoffenheim       | 14.285 |
| Red Star Belgrade[CP] | 10.750 |
| AEK Athens[CP]        | 10.000 |

Ghi chú
1. TH Đương kim vô địch Champions League, tự động được xếp vào Nhóm 1 với tư cách hạt giống hàng đầu.
2. EL Đương kim vô địch Europa League, tự động được xếp vào Nhóm 1 với tư cách hạt giống hàng đầu thứ hai.
3. CP Đội thắng vòng play-off (Nhóm các đội vô địch giải quốc nội).
4. LP Đội thắng vòng play-off (Nhóm các đội không vô địch giải quốc nội).

## Thể thức
Ở mỗi bảng đấu, các đội đối đầu với nhau theo thể thức vòng tròn 2 lượt. Đội nhất và nhì bảng tiến vào vòng 16 đội, còn đội đứng ba tham dự vòng 32 đội Europa League.

### Tiêu chí xếp hạng
Các đội được xếp hạng theo điểm số (3 điểm cho một chiến thắng, 1 điểm cho một trận hòa, 0 điểm cho một trận thua), và nếu hai hay nhiều đội bằng điểm với nhau, các tiêu chí xếp hạng sau đây được áp dụng, theo thứ tự được thể hiện, để xác định thứ hạng (Quy định Điều 17.01):
1. Số điểm trong các trận đấu đối đầu giữa các đội bằng điểm;
2. Hiệu số bàn thắng thua trong các trận đấu đối đầu giữa các đội bằng điểm;
3. Số bàn thắng ghi được trong các trận đấu đối đầu giữa các đội bằng điểm;
4. Số bàn thắng trên sân khách ghi được trong các trận đấu đối đầu giữa các đội bằng điểm;
5. Nếu có nhiều hơn 2 đội bằng điểm, và sau khi áp dụng tất cả các tiêu chí đối đầu trên, một nhóm đội vẫn bằng điểm, tất cả các tiêu chí đối đầu trên được áp dụng lại dành riêng cho nhóm đội này;
6. Hiệu số bàn thắng thua trong tất cả các trận đấu vòng bảng;
7. Số bàn thắng ghi được trong tất cả các trận đấu vòng bảng;
8. Số bàn thắng trên sân khách ghi được trong tất cả các trận đấu vòng bảng;
9. Số trận thắng trong tất cả các trận đấu vòng bảng;
10. Điểm kỉ luật (thẻ đỏ = 3 điểm, thẻ vàng = 1 điểm, bị truất quyền thi đấu do phải nhận hai thẻ vàng trong một trận đấu = 3 điểm);
11. Hệ số câu lạc bộ UEFA.

## Các bảng đấu
Các lượt trận được diễn ra vào các ngày 18-19 tháng 9, 2-3 tháng 10, 23-24 tháng 10, 6-7 tháng 11, 27-28 tháng 11, và 11-12 tháng 12 năm 2018. Các trận đấu được diễn ra lúc 21:00 CEST/CET, với hai trận đấu vào mỗi Thứ Ba và Thứ Tư được diễn ra lúc 18:55 CEST/CET, với những trường hợp ngoại lệ có thể xảy ra.
Thời gian thi đấu tới ngày 27 tháng 10 năm 2018 (lượt trận thứ 1-3) đều theo múi giờ CEST (UTC+2), các lượt trận về sau (lượt trận thứ 4-6) đều theo múi giờ CET (UTC+1), được liệt kê bởi UEFA (giờ địa phương, nếu khác nhau thì được hiển thị trong dấu ngoặc).

### Bảng A
| VT | Đội               | ST | T | H | B | BT | BB | HS  | Đ  | Giành quyền tham dự                 |  | DOR | ATM | BRU | MON |
| -- | ----------------- | -- | - | - | - | -- | -- | --- | -- | ----------------------------------- |  | --- | --- | --- | --- |
| 1  | Borussia Dortmund | 6  | 4 | 1 | 1 | 10 | 2  | +8  | 13 | Đi tiếp vào vòng đấu loại trực tiếp |  | —   | 4–0 | 0–0 | 3–0 |
| 2  | Atlético Madrid   | 6  | 4 | 1 | 1 | 9  | 6  | +3  | 13 | Đi tiếp vào vòng đấu loại trực tiếp |  | 2–0 | —   | 3–1 | 2–0 |
| 3  | Club Brugge       | 6  | 1 | 3 | 2 | 6  | 5  | +1  | 6  | Chuyển qua Europa League            |  | 0–1 | 0–0 | —   | 1–1 |
| 4  | Monaco            | 6  | 0 | 1 | 5 | 2  | 14 | −12 | 1  |                                     |  | 0–2 | 1–2 | 0–4 | —   |

1. 1 2  Hiệu số bàn thắng đối đầu: Borussia Dortmund +2, Atlético Madrid –2.

| Club Brugge | 0-1      | Borussia Dortmund |
| ----------- | -------- | ----------------- |
|             | Chi tiết | Pulisic 85'       |

| Monaco       | 1-2      | Atlético Madrid             |
| ------------ | -------- | --------------------------- |
| Grandsir 18' | Chi tiết | - Costa 31' - Giménez 45+1' |

| Atlético Madrid                   | 3-1      | Club Brugge      |
| --------------------------------- | -------- | ---------------- |
| - Griezmann 28', 67' - Koke 90+4' | Chi tiết | - Groeneveld 39' |

| Borussia Dortmund                             | 3-0      | Monaco |
| --------------------------------------------- | -------- | ------ |
| - Bruun Larsen 51' - Alcácer 72' - Reus 90+2' | Chi tiết |        |

| Club Brugge  | 1-1      | Monaco      |
| ------------ | -------- | ----------- |
| - Wesley 39' | Chi tiết | - Sylla 31' |

| Borussia Dortmund                              | 4-0      | Atlético Madrid |
| ---------------------------------------------- | -------- | --------------- |
| - Witsel 38' - Guerreiro 73', 89' - Sancho 83' | Chi tiết |                 |

| Monaco | 0-4      | Club Brugge                                          |
| ------ | -------- | ---------------------------------------------------- |
|        | Chi tiết | - Vanaken 12', 17' (ph.đ.) - Wesley 24' - Vormer 85' |

| Atlético Madrid            | 2-0      | Borussia Dortmund |
| -------------------------- | -------- | ----------------- |
| - Saúl 33' - Griezmann 80' | Chi tiết |                   |

| Atlético Madrid           | 2-0      | Monaco |
| ------------------------- | -------- | ------ |
| - Koke 2' - Griezmann 24' | Chi tiết |        |

| Borussia Dortmund | 0-0      | Club Brugge |
| ----------------- | -------- | ----------- |
|                   | Chi tiết |             |

| Club Brugge | 0-0      | Atlético Madrid |
| ----------- | -------- | --------------- |
|             | Chi tiết |                 |

| Monaco | 0-2      | Borussia Dortmund    |
| ------ | -------- | -------------------- |
|        | Chi tiết | - Guerreiro 15', 88' |

### Bảng B
| VT | Đội               | ST | T | H | B | BT | BB | HS | Đ  | Giành quyền tham dự                 |  | BAR | TOT | INT | PSV |
| -- | ----------------- | -- | - | - | - | -- | -- | -- | -- | ----------------------------------- |  | --- | --- | --- | --- |
| 1  | Barcelona         | 6  | 4 | 2 | 0 | 14 | 5  | +9 | 14 | Đi tiếp vào vòng đấu loại trực tiếp |  | —   | 1–1 | 2–0 | 4–0 |
| 2  | Tottenham Hotspur | 6  | 2 | 2 | 2 | 9  | 10 | −1 | 8  | Đi tiếp vào vòng đấu loại trực tiếp |  | 2–4 | —   | 1–0 | 2–1 |
| 3  | Internazionale    | 6  | 2 | 2 | 2 | 6  | 7  | −1 | 8  | Chuyển qua Europa League            |  | 1–1 | 2–1 | —   | 1–1 |
| 4  | PSV Eindhoven     | 6  | 0 | 2 | 4 | 6  | 13 | −7 | 2  |                                     |  | 1–2 | 2–2 | 1–2 | —   |

1. 1 2  Bàn thắng sân khách đối đầu: Tottenham Hotspur 1, Internazionale 0.

| Barcelona                           | 4-0      | PSV Eindhoven |
| ----------------------------------- | -------- | ------------- |
| - Messi 32', 77', 87' - Dembélé 75' | Chi tiết |               |

| Internazionale              | 2-1      | Tottenham Hotspur |
| --------------------------- | -------- | ----------------- |
| - Icardi 86' - Vecino 90+2' | Chi tiết | - Eriksen 53'     |

| Tottenham Hotspur       | 2-4      | Barcelona                                    |
| ----------------------- | -------- | -------------------------------------------- |
| - Kane 52' - Lamela 66' | Chi tiết | - Coutinho 2' - Rakitić 28' - Messi 56', 90' |

| PSV Eindhoven | 1-2      | Internazionale                |
| ------------- | -------- | ----------------------------- |
| Rosario 27'   | Chi tiết | - Nainggolan 44' - Icardi 60' |

| PSV Eindhoven              | 2-2      | Tottenham Hotspur      |
| -------------------------- | -------- | ---------------------- |
| - Lozano 30' - De Jong 87' | Chi tiết | - Lucas 39' - Kane 55' |

| Barcelona                | 2-0      | Internazionale |
| ------------------------ | -------- | -------------- |
| - Rafinha 32' - Alba 83' | Chi tiết |                |

| Tottenham Hotspur | 2-1      | PSV Eindhoven |
| ----------------- | -------- | ------------- |
| - Kane 78', 89'   | Chi tiết | - De Jong 2'  |

| Internazionale | 1-1      | Barcelona    |
| -------------- | -------- | ------------ |
| - Icardi 87'   | Chi tiết | - Malcom 83' |

| PSV Eindhoven | 1-2      | Barcelona               |
| ------------- | -------- | ----------------------- |
| - De Jong 83' | Chi tiết | - Messi 61' - Piqué 70' |

| Tottenham Hotspur | 1-0      | Internazionale |
| ----------------- | -------- | -------------- |
| - Eriksen 80'     | Chi tiết |                |

| Barcelona    | 1-1      | Tottenham Hotspur |
| ------------ | -------- | ----------------- |
| - Dembélé 7' | Chi tiết | - Lucas 85'       |

| Internazionale | 1-1      | PSV Eindhoven |
| -------------- | -------- | ------------- |
| - Icardi 73'   | Chi tiết | - Lozano 13'  |

### Bảng C
| VT | Đội                 | ST | T | H | B | BT | BB | HS  | Đ  | Giành quyền tham dự                 |  | PAR | LIV | NAP | ZVE |
| -- | ------------------- | -- | - | - | - | -- | -- | --- | -- | ----------------------------------- |  | --- | --- | --- | --- |
| 1  | Paris Saint-Germain | 6  | 3 | 2 | 1 | 17 | 9  | +8  | 11 | Đi tiếp vào vòng đấu loại trực tiếp |  | —   | 2–1 | 2–2 | 6–1 |
| 2  | Liverpool           | 6  | 3 | 0 | 3 | 9  | 7  | +2  | 9  | Đi tiếp vào vòng đấu loại trực tiếp |  | 3–2 | —   | 1–0 | 4–0 |
| 3  | Napoli              | 6  | 2 | 3 | 1 | 7  | 5  | +2  | 9  | Chuyển qua Europa League            |  | 1–1 | 1–0 | —   | 3–1 |
| 4  | Red Star Belgrade   | 6  | 1 | 1 | 4 | 5  | 17 | −12 | 4  |                                     |  | 1–4 | 2–0 | 0–0 | —   |

1. 1 2  Bàn thắng trong tất cả các trận đấu bảng: Liverpool 9, Napoli 7.

| Liverpool                                            | 3-2      | Paris Saint-Germain        |
| ---------------------------------------------------- | -------- | -------------------------- |
| - Sturridge 30' - Milner 36' (ph.đ.) - Firmino 90+2' | Chi tiết | - Meunier 40' - Mbappé 83' |

| Red Star Belgrade | 0-0      | Napoli |
| ----------------- | -------- | ------ |
|                   | Chi tiết |        |

| Paris Saint-Germain                                             | 6-1      | Red Star Belgrade |
| --------------------------------------------------------------- | -------- | ----------------- |
| - Neymar 20', 22', 81' - Cavani 37' - Di María 42' - Mbappé 70' | Chi tiết | Marin 74'         |

| Napoli      | 1-0      | Liverpool |
| ----------- | -------- | --------- |
| Insigne 90' | Chi tiết |           |

| Paris Saint-Germain                     | 2-2      | Napoli                      |
| --------------------------------------- | -------- | --------------------------- |
| - Mário Rui 61' (l.n.) - Di María 90+3' | Chi tiết | - Insigne 29' - Mertens 77' |

| Liverpool                                         | 4-0      | Red Star Belgrade |
| ------------------------------------------------- | -------- | ----------------- |
| - Firmino 20' - Salah 45', 51' (ph.đ.) - Mané 80' | Chi tiết |                   |

| Red Star Belgrade | 2-0      | Liverpool |
| ----------------- | -------- | --------- |
| - Pavkov 22', 29' | Chi tiết |           |

| Napoli                | 1-1      | Paris Saint-Germain |
| --------------------- | -------- | ------------------- |
| - Insigne 63' (ph.đ.) | Chi tiết | - Bernat 45+2'      |

| Paris Saint-Germain       | 2-1      | Liverpool              |
| ------------------------- | -------- | ---------------------- |
| - Bernat 13' - Neymar 37' | Chi tiết | - Milner 45+1' (ph.đ.) |

| Napoli                          | 3-1      | Red Star Belgrade   |
| ------------------------------- | -------- | ------------------- |
| - Hamšík 11' - Mertens 33', 52' | Chi tiết | - Ben Nabouhane 57' |

| Liverpool   | 1-0      | Napoli |
| ----------- | -------- | ------ |
| - Salah 34' | Chi tiết |        |

| Red Star Belgrade | 1-4      | Paris Saint-Germain                                       |
| ----------------- | -------- | --------------------------------------------------------- |
| - Gobeljić 56'    | Chi tiết | - Cavani 10' - Neymar 40' - Marquinhos 74' - Mbappé 90+2' |

### Bảng D
| VT | Đội              | ST | T | H | B | BT | BB | HS | Đ  | Giành quyền tham dự                 |  | POR | SCH | GAL | LOM |
| -- | ---------------- | -- | - | - | - | -- | -- | -- | -- | ----------------------------------- |  | --- | --- | --- | --- |
| 1  | Porto            | 6  | 5 | 1 | 0 | 15 | 6  | +9 | 16 | Đi tiếp vào vòng đấu loại trực tiếp |  | —   | 3–1 | 1–0 | 4–1 |
| 2  | Schalke 04       | 6  | 3 | 2 | 1 | 6  | 4  | +2 | 11 | Đi tiếp vào vòng đấu loại trực tiếp |  | 1–1 | —   | 2–0 | 1–0 |
| 3  | Galatasaray      | 6  | 1 | 1 | 4 | 5  | 8  | −3 | 4  | Chuyển qua Europa League            |  | 2–3 | 0–0 | —   | 3–0 |
| 4  | Lokomotiv Moscow | 6  | 1 | 0 | 5 | 4  | 12 | −8 | 3  |                                     |  | 1–3 | 0–1 | 2–0 | —   |

| Galatasaray                                        | 3-0      | Lokomotiv Moscow |
| -------------------------------------------------- | -------- | ---------------- |
| - Rodrigues 9' - Derdiyok 67' - İnan 90+4' (ph.đ.) | Chi tiết |                  |

| Schalke 04 | 1-1      | Porto              |
| ---------- | -------- | ------------------ |
| Embolo 64' | Chi tiết | Otávio 75' (ph.đ.) |

| Lokomotiv Moscow | 0-1      | Schalke 04   |
| ---------------- | -------- | ------------ |
|                  | Chi tiết | McKennie 88' |

| Porto      | 1-0      | Galatasaray |
| ---------- | -------- | ----------- |
| Marega 49' | Chi tiết |             |

| Lokomotiv Moscow    | 1-3      | Porto                                           |
| ------------------- | -------- | ----------------------------------------------- |
| - An. Miranchuk 38' | Chi tiết | - Marega 26' (ph.đ.) - Herrera 35' - Corona 47' |

| Galatasaray | 0-0      | Schalke 04 |
| ----------- | -------- | ---------- |
|             | Chi tiết |            |

| Porto                                                 | 4-1      | Lokomotiv Moscow |
| ----------------------------------------------------- | -------- | ---------------- |
| - Herrera 2' - Marega 42' - Corona 67' - Otávio 90+3' | Chi tiết | - Farfán 59'     |

| Schalke 04                 | 2-0      | Galatasaray |
| -------------------------- | -------- | ----------- |
| - Burgstaller 4' - Uth 57' | Chi tiết |             |

| Lokomotiv Moscow                 | 2-0      | Galatasaray |
| -------------------------------- | -------- | ----------- |
| - Donk 43' (l.n.) - Ignatyev 54' | Chi tiết |             |

| Porto                                     | 3-1      | Schalke 04             |
| ----------------------------------------- | -------- | ---------------------- |
| - Militão 52' - Corona 55' - Marega 90+4' | Chi tiết | - Bentaleb 89' (ph.đ.) |

| Galatasaray                             | 2-3      | Porto                                            |
| --------------------------------------- | -------- | ------------------------------------------------ |
| - Feghouli 45+1' (ph.đ.) - Derdiyok 65' | Chi tiết | - Felipe 17' - Marega 42' (ph.đ.) - Oliveira 57' |

| Schalke 04   | 1-0      | Lokomotiv Moscow |
| ------------ | -------- | ---------------- |
| Schöpf 90+1' | Chi tiết |                  |

### Bảng E
| VT | Đội           | ST | T | H | B | BT | BB | HS  | Đ  | Giành quyền tham dự                 |  | BAY | AJX | BEN | AEK |
| -- | ------------- | -- | - | - | - | -- | -- | --- | -- | ----------------------------------- |  | --- | --- | --- | --- |
| 1  | Bayern Munich | 6  | 4 | 2 | 0 | 15 | 5  | +10 | 14 | Đi tiếp vào vòng đấu loại trực tiếp |  | —   | 1–1 | 5–1 | 2–0 |
| 2  | Ajax          | 6  | 3 | 3 | 0 | 11 | 5  | +6  | 12 | Đi tiếp vào vòng đấu loại trực tiếp |  | 3–3 | —   | 1–0 | 3–0 |
| 3  | Benfica       | 6  | 2 | 1 | 3 | 6  | 11 | −5  | 7  | Chuyển qua Europa League            |  | 0–2 | 1–1 | —   | 1–0 |
| 4  | AEK Athens    | 6  | 0 | 0 | 6 | 2  | 13 | −11 | 0  |                                     |  | 0–2 | 0–2 | 2–3 | —   |

| Ajax                                    | 3-0      | AEK Athens |
| --------------------------------------- | -------- | ---------- |
| - Tagliafico 46', 90' - Van de Beek 77' | Chi tiết |            |

| Benfica | 0-2      | Bayern Munich                   |
| ------- | -------- | ------------------------------- |
|         | Chi tiết | - Lewandowski 10' - Sanches 54' |

| Bayern Munich | 1-1      | Ajax         |
| ------------- | -------- | ------------ |
| Hummels 4'    | Chi tiết | Mazraoui 22' |

| AEK Athens          | 2-3      | Benfica                                    |
| ------------------- | -------- | ------------------------------------------ |
| Klonaridis 53', 63' | Chi tiết | - Seferović 6' - Grimaldo 15' - Semedo 74' |

| AEK Athens | 0-2      | Bayern Munich                    |
| ---------- | -------- | -------------------------------- |
|            | Chi tiết | - Martínez 61' - Lewandowski 63' |

| Ajax             | 1-0      | Benfica |
| ---------------- | -------- | ------- |
| - Mazraoui 90+2' | Chi tiết |         |

| Bayern Munich                | 2-0      | AEK Athens |
| ---------------------------- | -------- | ---------- |
| Lewandowski 31' (ph.đ.), 71' | Chi tiết |            |

| Benfica     | 1-1      | Ajax        |
| ----------- | -------- | ----------- |
| - Jonas 29' | Chi tiết | - Tadić 61' |

| AEK Athens | 0-2      | Ajax                     |
| ---------- | -------- | ------------------------ |
|            | Chi tiết | - Tadić 68' (ph.đ.), 72' |

| Bayern Munich                                         | 5-1      | Benfica         |
| ----------------------------------------------------- | -------- | --------------- |
| - Robben 13', 30' - Lewandowski 36', 51' - Ribéry 76' | Chi tiết | - Fernandes 46' |

| Ajax                                        | 3-3      | Bayern Munich                              |
| ------------------------------------------- | -------- | ------------------------------------------ |
| - Tadić 61', 82' (ph.đ.) - Tagliafico 90+5' | Chi tiết | - Lewandowski 13', 87' (ph.đ.) - Coman 90' |

| Benfica        | 1-0      | AEK Athens |
| -------------- | -------- | ---------- |
| - Grimaldo 88' | Chi tiết |            |

### Bảng F
| VT | Đội              | ST | T | H | B | BT | BB | HS  | Đ  | Giành quyền tham dự                 |  | MC  | LYO | SHK | HOF |
| -- | ---------------- | -- | - | - | - | -- | -- | --- | -- | ----------------------------------- |  | --- | --- | --- | --- |
| 1  | Manchester City  | 6  | 4 | 1 | 1 | 16 | 6  | +10 | 13 | Đi tiếp vào vòng đấu loại trực tiếp |  | —   | 1–2 | 6–0 | 2–1 |
| 2  | Lyon             | 6  | 1 | 5 | 0 | 12 | 11 | +1  | 8  | Đi tiếp vào vòng đấu loại trực tiếp |  | 2–2 | —   | 2–2 | 2–2 |
| 3  | Shakhtar Donetsk | 6  | 1 | 3 | 2 | 8  | 16 | −8  | 6  | Chuyển qua Europa League            |  | 0–3 | 1–1 | —   | 2–2 |
| 4  | 1899 Hoffenheim  | 6  | 0 | 3 | 3 | 11 | 14 | −3  | 3  |                                     |  | 1–2 | 3–3 | 2–3 | —   |

| Shakhtar Donetsk           | 2-2      | 1899 Hoffenheim                 |
| -------------------------- | -------- | ------------------------------- |
| - Ismaily 27' - Maycon 81' | Chi tiết | - Grillitsch 6' - Nordtveit 38' |

| Manchester City | 1-2      | Lyon                     |
| --------------- | -------- | ------------------------ |
| B. Silva 67'    | Chi tiết | - Cornet 26' - Fekir 43' |

| 1899 Hoffenheim | 1-2      | Manchester City            |
| --------------- | -------- | -------------------------- |
| Belfodil 1'     | Chi tiết | - Agüero 8' - D. Silva 87' |

| Lyon                       | 2-2      | Shakhtar Donetsk       |
| -------------------------- | -------- | ---------------------- |
| - Dembélé 70' - Dubois 72' | Chi tiết | Júnior Moraes 44', 55' |

| 1899 Hoffenheim                       | 3-3      | Lyon                                    |
| ------------------------------------- | -------- | --------------------------------------- |
| - Kramarić 33', 47' - Joelinton 90+2' | Chi tiết | - Traoré 27' - Ndombele 59' - Depay 67' |

| Shakhtar Donetsk | 0-3      | Manchester City                             |
| ---------------- | -------- | ------------------------------------------- |
|                  | Chi tiết | - D. Silva 30' - Laporte 35' - B. Silva 71' |

| Lyon                       | 2-2      | 1899 Hoffenheim                  |
| -------------------------- | -------- | -------------------------------- |
| - Fekir 19' - Ndombele 28' | Chi tiết | - Kramarić 65' - Kadeřábek 90+2' |

| Manchester City                                                                            | 6-0      | Shakhtar Donetsk |
| ------------------------------------------------------------------------------------------ | -------- | ---------------- |
| - D. Silva 13' - Gabriel Jesus 24' (ph.đ.), 72' (ph.đ.), 90+2' - Sterling 49' - Mahrez 84' | Chi tiết |                  |

| 1899 Hoffenheim            | 2-3      | Shakhtar Donetsk                  |
| -------------------------- | -------- | --------------------------------- |
| - Kramarić 17' - Zuber 40' | Chi tiết | - Ismaily 14' - Taison 15', 90+2' |

| Lyon              | 2-2      | Manchester City            |
| ----------------- | -------- | -------------------------- |
| - Cornet 55', 81' | Chi tiết | - Laporte 62' - Agüero 83' |

| Shakhtar Donetsk    | 1-1      | Lyon        |
| ------------------- | -------- | ----------- |
| - Júnior Moraes 22' | Chi tiết | - Fekir 65' |

| Manchester City   | 2-1      | 1899 Hoffenheim        |
| ----------------- | -------- | ---------------------- |
| - Sané 45+1', 61' | Chi tiết | - Kramarić 16' (ph.đ.) |

### Bảng G
| VT | Đội            | ST | T | H | B | BT | BB | HS | Đ  | Giành quyền tham dự                 |  | RMA | ROM | PLZ | CSKA |
| -- | -------------- | -- | - | - | - | -- | -- | -- | -- | ----------------------------------- |  | --- | --- | --- | ---- |
| 1  | Real Madrid    | 6  | 4 | 0 | 2 | 12 | 5  | +7 | 12 | Đi tiếp vào vòng đấu loại trực tiếp |  | —   | 3–0 | 2–1 | 0–3  |
| 2  | Roma           | 6  | 3 | 0 | 3 | 11 | 8  | +3 | 9  | Đi tiếp vào vòng đấu loại trực tiếp |  | 0–2 | —   | 5–0 | 3–0  |
| 3  | Viktoria Plzeň | 6  | 2 | 1 | 3 | 7  | 16 | −9 | 7  | Chuyển qua Europa League            |  | 0–5 | 2–1 | —   | 2–2  |
| 4  | CSKA Moscow    | 6  | 2 | 1 | 3 | 8  | 9  | −1 | 7  |                                     |  | 1–0 | 1–2 | 1–2 | —    |

1. 1 2  Điểm đối đầu: Viktoria Plzeň 4, CSKA Moscow 1.

| Real Madrid                           | 3-0      | Roma |
| ------------------------------------- | -------- | ---- |
| - Isco 45' - Bale 58' - Mariano 90+2' | Chi tiết |      |

| Viktoria Plzeň    | 2-2      | CSKA Moscow                         |
| ----------------- | -------- | ----------------------------------- |
| Krmenčík 29', 41' | Chi tiết | - Chalov 49' - Vlašić 90+5' (ph.đ.) |

| CSKA Moscow | 1-0      | Real Madrid |
| ----------- | -------- | ----------- |
| Vlašić 2'   | Chi tiết |             |

| Roma                                              | 5-0      | Viktoria Plzeň |
| ------------------------------------------------- | -------- | -------------- |
| - Džeko 3', 40', 90+2' - Ünder 64' - Kluivert 73' | Chi tiết |                |

| Roma                         | 3-0      | CSKA Moscow |
| ---------------------------- | -------- | ----------- |
| - Džeko 30', 43' - Ünder 50' | Chi tiết |             |

| Real Madrid                 | 2-1      | Viktoria Plzeň  |
| --------------------------- | -------- | --------------- |
| - Benzema 11' - Marcelo 55' | Chi tiết | - Hrošovský 79' |

| CSKA Moscow      | 1-2      | Roma                              |
| ---------------- | -------- | --------------------------------- |
| - Sigurðsson 50' | Chi tiết | - Manolas 4' - Lo. Pellegrini 59' |

| Viktoria Plzeň | 0-5      | Real Madrid                                              |
| -------------- | -------- | -------------------------------------------------------- |
|                | Chi tiết | - Benzema 21', 37' - Casemiro 23' - Bale 40' - Kroos 67' |

| CSKA Moscow          | 1-2      | Viktoria Plzeň              |
| -------------------- | -------- | --------------------------- |
| - Vlašić 10' (ph.đ.) | Chi tiết | - Procházka 56' - Hejda 81' |

| Roma | 0-2      | Real Madrid              |
| ---- | -------- | ------------------------ |
|      | Chi tiết | - Bale 47' - Vázquez 59' |

| Real Madrid | 0-3      | CSKA Moscow                                     |
| ----------- | -------- | ----------------------------------------------- |
|             | Chi tiết | - Chalov 37' - Shchennikov 43' - Sigurðsson 73' |

| Viktoria Plzeň            | 2-1      | Roma        |
| ------------------------- | -------- | ----------- |
| - Kovařík 62' - Chorý 72' | Chi tiết | - Ünder 68' |

### Bảng H
| VT | Đội               | ST | T | H | B | BT | BB | HS | Đ  | Giành quyền tham dự                 |  | JUV | MU  | VAL | YB  |
| -- | ----------------- | -- | - | - | - | -- | -- | -- | -- | ----------------------------------- |  | --- | --- | --- | --- |
| 1  | Juventus          | 6  | 4 | 0 | 2 | 9  | 4  | +5 | 12 | Đi tiếp vào vòng đấu loại trực tiếp |  | —   | 1–2 | 1–0 | 3–0 |
| 2  | Manchester United | 6  | 3 | 1 | 2 | 7  | 4  | +3 | 10 | Đi tiếp vào vòng đấu loại trực tiếp |  | 0–1 | —   | 0–0 | 1–0 |
| 3  | Valencia          | 6  | 2 | 2 | 2 | 6  | 6  | 0  | 8  | Chuyển qua Europa League            |  | 0–2 | 2–1 | —   | 3–1 |
| 4  | Young Boys        | 6  | 1 | 1 | 4 | 4  | 12 | −8 | 4  |                                     |  | 2–1 | 0–3 | 1–1 | —   |

| Young Boys | 0-3      | Manchester United                      |
| ---------- | -------- | -------------------------------------- |
|            | Chi tiết | - Pogba 35', 44' (ph.đ.) - Martial 66' |

| Valencia | 0-2      | Juventus                        |
| -------- | -------- | ------------------------------- |
|          | Chi tiết | Pjanić 45' (ph.đ.), 51' (ph.đ.) |

| Juventus            | 3-0      | Young Boys |
| ------------------- | -------- | ---------- |
| Dybala 5', 33', 69' | Chi tiết |            |

| Manchester United | 0-0      | Valencia |
| ----------------- | -------- | -------- |
|                   | Chi tiết |          |

| Young Boys           | 1-1      | Valencia        |
| -------------------- | -------- | --------------- |
| - Hoarau 55' (ph.đ.) | Chi tiết | - Batshuayi 26' |

| Manchester United | 0-1      | Juventus     |
| ----------------- | -------- | ------------ |
|                   | Chi tiết | - Dybala 17' |

| Valencia                    | 3-1      | Young Boys   |
| --------------------------- | -------- | ------------ |
| - Mina 14', 42' - Soler 56' | Chi tiết | - Assalé 37' |

| Juventus      | 1-2      | Manchester United               |
| ------------- | -------- | ------------------------------- |
| - Ronaldo 65' | Chi tiết | - Mata 86' - Bonucci 90' (l.n.) |

| Manchester United | 1-0      | Young Boys |
| ----------------- | -------- | ---------- |
| - Fellaini 90+1'  | Chi tiết |            |

| Juventus        | 1-0      | Valencia |
| --------------- | -------- | -------- |
| - Mandžukić 59' | Chi tiết |          |

| Young Boys                | 2-1      | Juventus     |
| ------------------------- | -------- | ------------ |
| - Hoarau 30' (ph.đ.), 68' | Chi tiết | - Dybala 80' |

| Valencia                       | 2-1      | Manchester United |
| ------------------------------ | -------- | ----------------- |
| - Soler 17' - Jones 47' (l.n.) | Chi tiết | - Rashford 87'    |